# 23401 Brodskaya
23401 Brodskaya è un asteroide della fascia principale. Scoperto nel 1968, presenta un'orbita caratterizzata da un semiasse maggiore pari a 2,1890393 UA e da un'eccentricità di 0,1846930, inclinata di 4,66902° rispetto all'eclittica.